# Königsplatz (Augsburg)

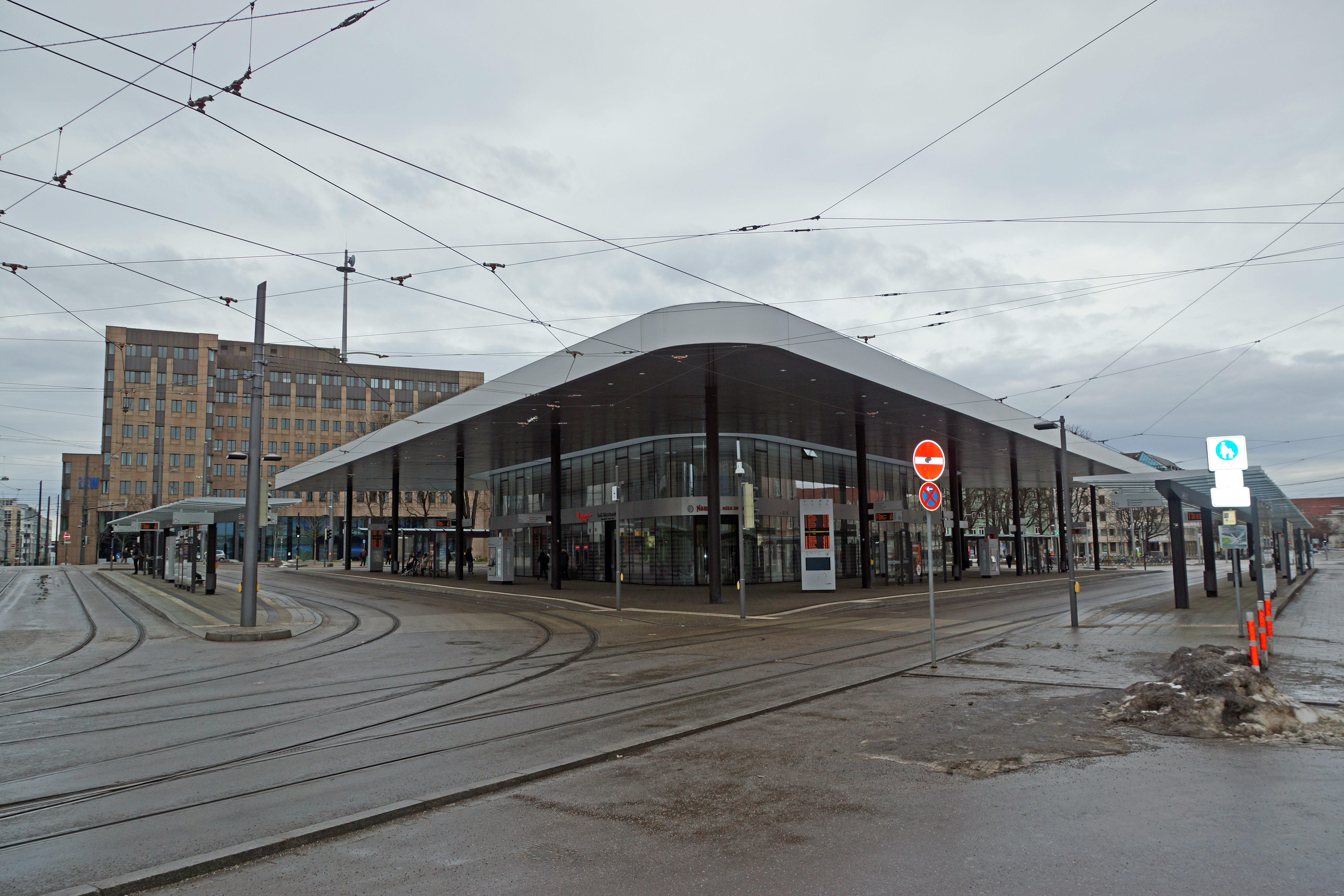
Das Haltestellendreieck Königsplatz (2019)

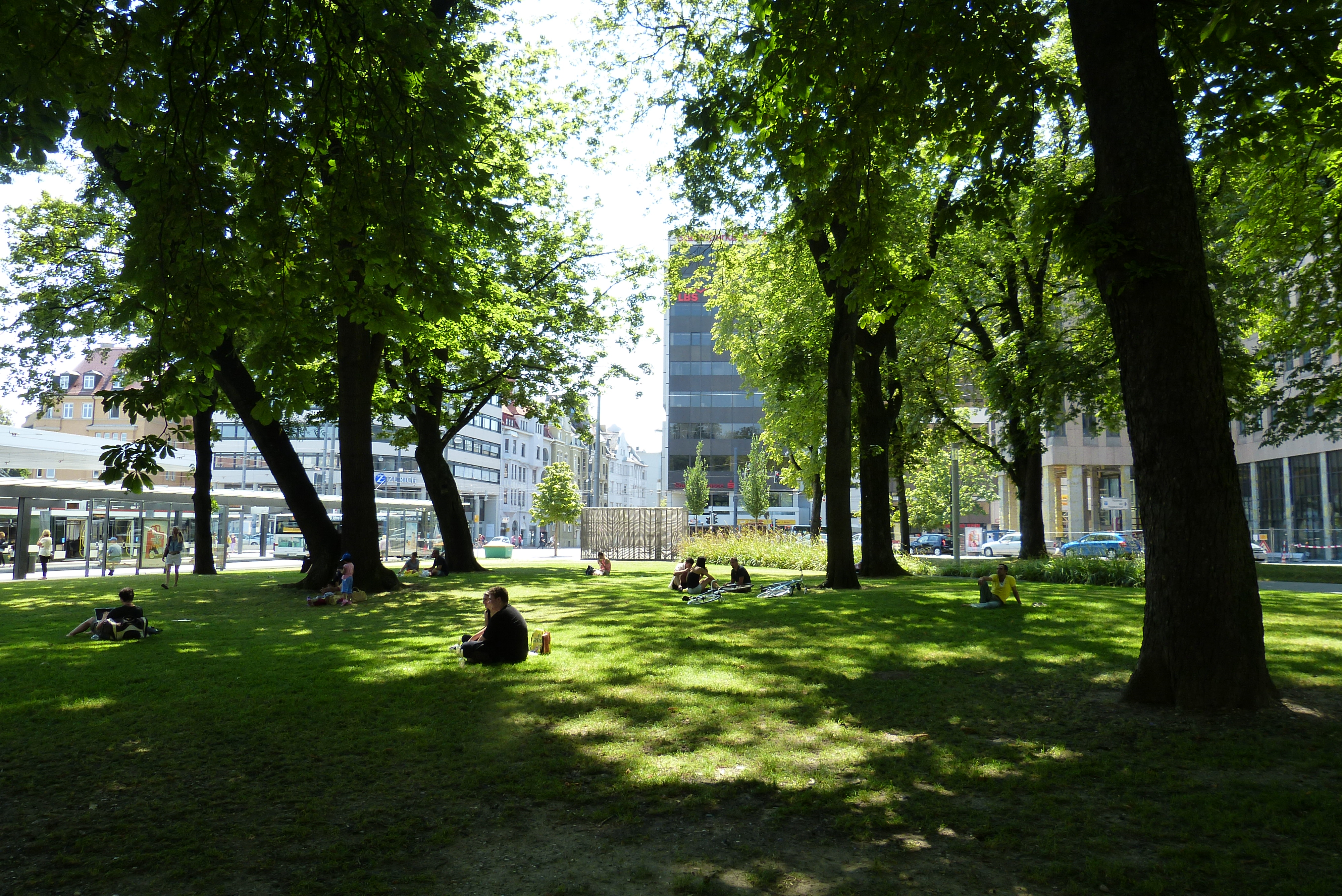
Unter den Bäumen im Park-Bereich des Königsplatzes (2015)

Der Königsplatz (in Augsburg auch kurz Kö genannt) ist ein Platz in der Augsburger Innenstadt am Südwestende der Fußgängerzone. Seine gleichnamige Straßenbahn- und Bushaltestelle (auch bekannt als „Haltestellendreieck“) ist der zentrale Knotenpunkt des Augsburger ÖPNV. Von seiner früheren Rolle als Kreuzungspunkt mehrerer Hauptverkehrsstraßen ist der Königsplatz durch verkehrsberuhigende Maßnahmen inzwischen weitgehend befreit.

## Anlage und Gliederung
In seiner heutigen Gestalt hat der Königsplatz eine unregelmäßig polygonale Form. Er ist abschüssig, da seine Westseite höher als seine Ostseite ist. Der Königsplatz ist in mehrere Bereiche gegliedert, die jeweils ungefähr dreieckig sind. Von Nordost im Gegenuhrzeigersinn:
- Der östlich der Achse Fuggerstraße–Konrad-Adenauer-Allee, ehemals innerhalb der Stadt gelegene Bereich. In ihn münden die Annastraße, die Bürgermeister-Fischer-Straße und die Zeuggasse. Er ist gepflastert und auf ihm steht der Manzú-Brunnen.
- Der nördliche Bereich. Er ist großteils gepflastert mit abgegrenzten „Inseln“ aus Gras und Bäumen, und auf ihm steht der Thormann-Brunnen. Seine Nordseite ist eigentlich der Beginn der Bahnhofstraße, allerdings ist dieser Teil der Bahnhofstraße in den Platz integriert und nicht mehr als Straße wahrnehmbar.
- Der Park-Bereich entlang der autobefahrenen Schaezlerstraße. Er ist begrünt und hat einen stark beschattenden Baumbestand aus Rosskastanienbäumen. An seiner Südspitze ist eine Kreuzung von vier Straßen (Schaezlerstraße, Halderstraße, Hermanstraße und Schießgrabenstraße), der „Kaiserhofknoten“. Der Name leitet sich von dem 1880 dort errichteten Hotel Kaiserhof ab. Es wurde zu Beginn der 1970er Jahre abgebrochen und durch das moderne Hochhaus Kaiserhof 2000 ersetzt.[1]
- Das Haltestellendreieck mit einem dazugehörigen weit auskragenden dreieckigen Gebäude. Die Ostseite dieses Bereichs ist eigentlich der Beginn der Konrad-Adenauer-Allee, allerdings ist dieser Teil der Konrad-Adenauer-Allee in den Platz integriert und nicht mehr als Straße wahrnehmbar. Die Katharinengasse mündet in diesen Bereich.

## Haltestellendreieck
Das Haltestellendreieck hat folgende Steige als Haltepunkte der Straßenbahn- und Buslinien. Die Buslinien sind aufgrund ihrer Vielzahl hier nicht näher genannt:
- Dreiecksseite A (zum Park hin):
  - Steig A1: Straßenbahnlinie 1 (Richtung Lechhausen Neuer Ostfriedhof)
  - Steig A2: Straßenbahnlinie 1 (Richtung Göggingen)
  - Steig A3: Straßenbahnlinie 4 (Richtung Oberhausen Nord P+R)
  - Steig A4: Straßenbahnlinie 4 (Richtung Augsburg Hauptbahnhof)
- Dreiecksseite B (Ostseite):
  - Steig B1: Straßenbahnlinie 2 (Richtung Haunstetten Nord)
  - Steig B2: Straßenbahnlinie 2 (Richtung Augsburg West P+R)
- Dreiecksseite C (Südseite):
  - Steig C1: Straßenbahnlinie 6 (Richtung Stadtbergen)
  - Steig C2: Straßenbahnlinie 6 (Richtung Friedberg West P+R)
  - Steig C3: Straßenbahnlinie 3 (Richtung Augsburg Hauptbahnhof)
  - Steig C4: Straßenbahnlinie 3 (Richtung Inninger Straße P+R/Königsbrunn Zentrum)

Außerdem gibt es noch die reinen Bussteige D und E.

## Geschichte

### 19. Jahrhundert

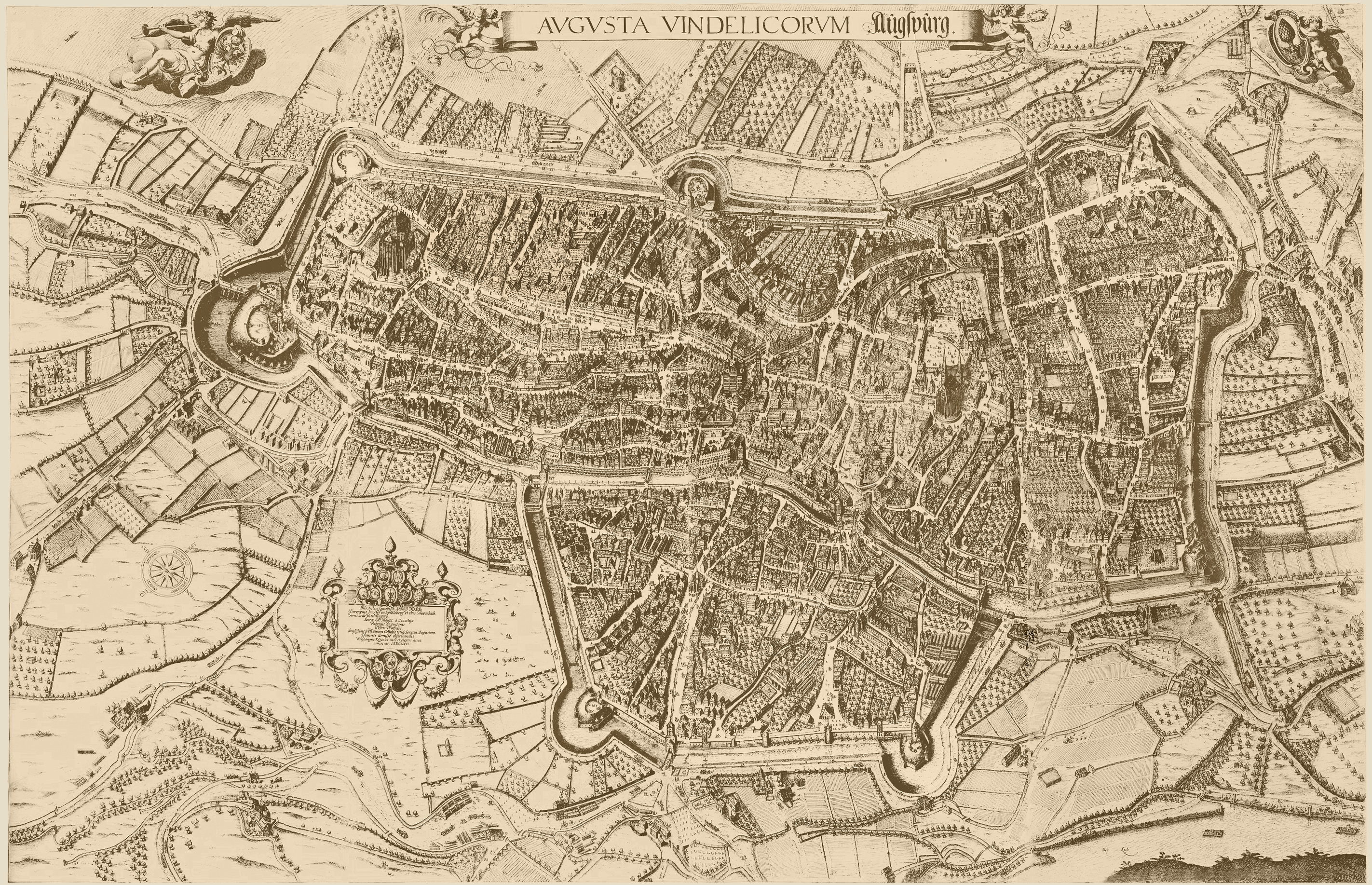
Stadtplan von Augsburg nach dem „Kilianplan“ von Wolfgang Kilian. Etwa in der Mitte der oberen Stadtmauer ist das Gögginger Tor und der Göggingerwall zu sehen.

Abtragung der Erdbastion des Gögginger Tors, um 1860

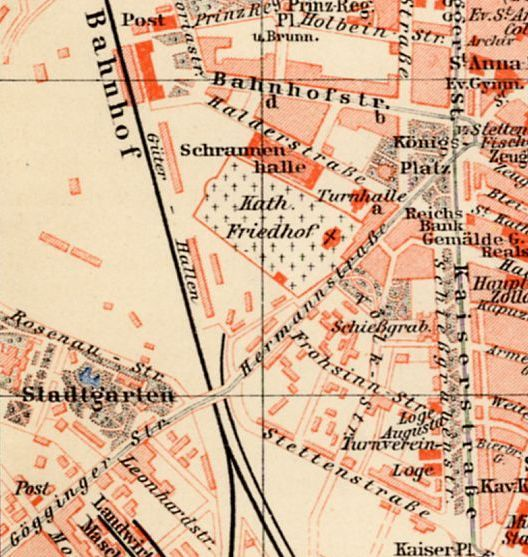
Der Königsplatz auf einem Augsburger Stadtplan von 1905

An der Stelle des Königsplatzes befand sich ursprünglich das Gögginger Tor mit der Bastion „Göggingerwall“, Stadtmauer und -gräben. Nachdem der Augsburger Hauptbahnhof im Jahre 1843 westlich der Stadt vor den mittelalterlichen Stadtmauern erbaut wurde und die Bedeutung der Eisenbahn deutlich zunahm, wurde die Forderung nach einem besseren Zugang laut, denn die Verbindung über das Gögginger Tor war umständlich.
Augsburg war im Königreich Bayern ein wichtiger militärischer Standort. Veränderungen an den Festungsanlagen waren deshalb nur mit Billigung der königlichen Regierung möglich. Im März 1860 gab König Maximilian II. sein Plazet nach jahrelangem Insistieren der Fuggerstädter. Die „sofortige Einlegung der Festungsbauwerke beim Gögginger Tor“ wurde als erstes gestattet. Die Erdbastion wurde ab dem Herbst 1860 abgetragen und der Stadtgraben an dieser Stelle verfüllt. Im Januar 1861 lag dann das Zugeständnis vor, Wälle, Gräben und Stadtmauer zu beiden Seiten des Gögginger Tores auf eine Länge von 500 Schritt zu schleifen. Im Juni 1862 folgte der Abriss des von Elias Holl erbauten Turmes am Gögginger Tor. König Ludwig II. hob am 12. Januar 1866 schließlich endgültig die Festungseigenschaft Augsburgs auf. Als Dank für die Erlaubnis zum Abbruch der Stadtbefestigung gaben die Augsburger dem neu entstandenen Areal (bis dato „Gögginger-Tor-Platz“ genannt) am 17. Juli 1869 den Namen „Königsplatz“.
Dass die Festungseigenschaft Augsburgs aufgehoben wurde, ermöglichte auch den weiter gehenden Abriss der Stadtmauer nördlich und südlich des ehemaligen Gögginger Tors und die Verfüllung des dazugehörigen Stadtgrabens. Nach dem Vorbild vieler anderer europäischer Metropolen entstanden dort die Kaiserstraße (südlich des Königsplatzes, heute Konrad-Adenauer-Allee) und der 48 Meter breite Boulevard Fuggerstraße (nördlich des Königsplatzes bis zum Stadttheater), der von den Stadthäusern reicher Bürger und verschiedenen Kaufhäusern gesäumt war. Auf Teilen der Freiflächen westlich davon wurde in den Folgejahren das Bahnhofsviertel errichtet. In der Großzügigkeit der Planungen sollte, dem gründerzeitlichen Geist entsprechend, die gewachsene Bedeutung Augsburgs sichtbar werden.
Eine kleine Parkanlage auf dem Königsplatz sollte im Zentrum der schon damals hektischen Großstadt als „grüne Ruhezone“ dienen. In seiner Mitte steht seit 1880 ein Springbrunnen mit einem runden, 12 Meter großen Becken, der Thormann-Brunnen. Der Brunnen wurde von Alfred Thormann erstellt und gilt als das erste Betonbauwerk in Augsburg.
Mit dem Bau der Pferdebahn, dem Vorläufer der heutigen Augsburger Straßenbahn, im Jahre 1881 wurde auch am Königsplatz eine Haltestelle eingerichtet. Zentraler Verkehrsknotenpunkt war zu dieser Zeit bis zur Jahrhundertwende jedoch noch der Ludwigsplatz (heute Rathausplatz).

### 20. Jahrhundert

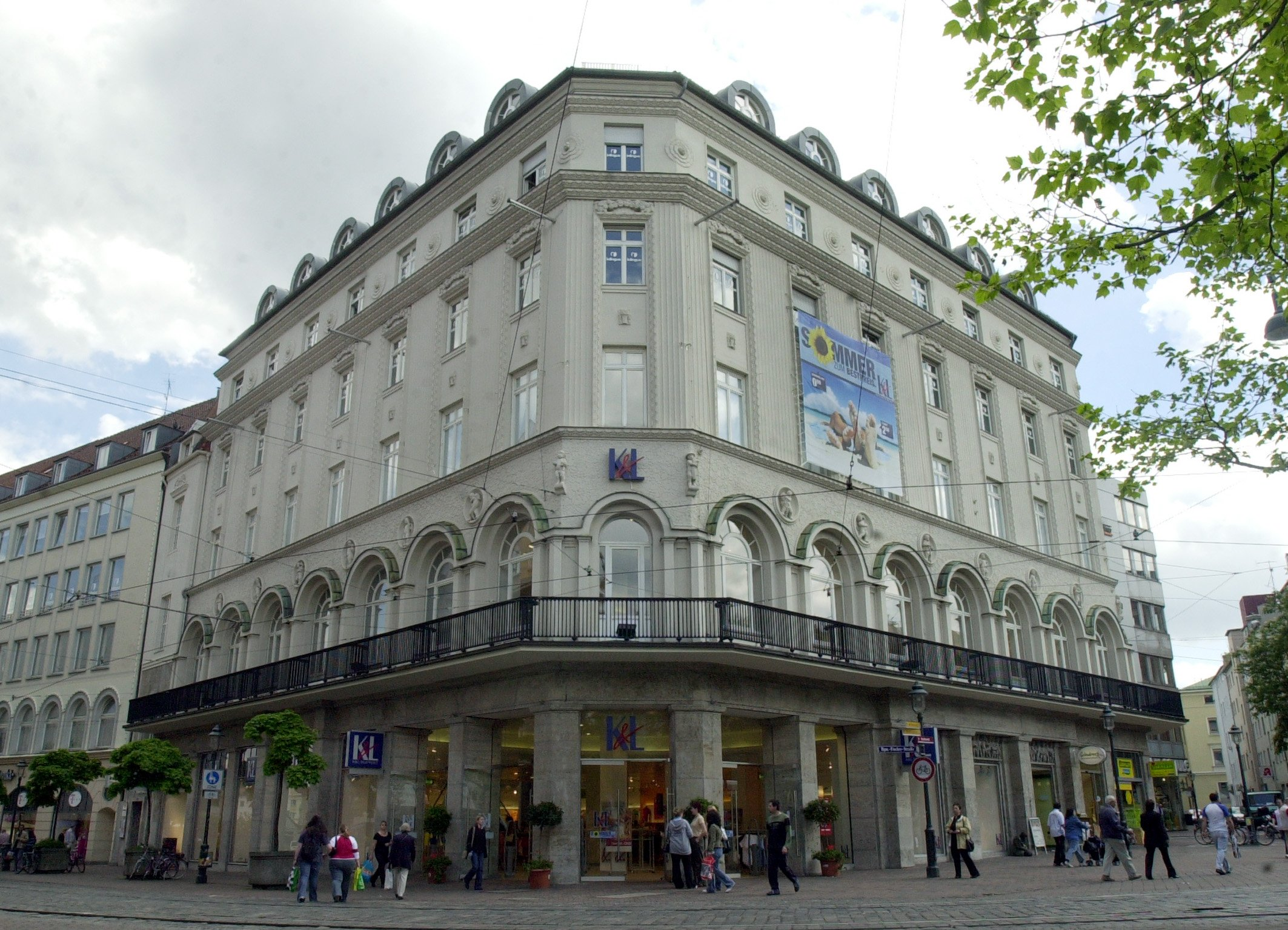
Königsbau-Gebäude am Rande des Königsplatzes

Im Jahr 1897 reiften erste Pläne, durch eine neue Straße Königsplatz und Moritzplatz zu verbinden und so die Innenstadt besser zu erschließen. Am 15. Oktober 1903 beschloss der Stadtrat diese Baumaßnahme, die den Abbruch von insgesamt 30 Häusern auslöste. Der Durchbruch der Bürgermeister-Fischer-Straße (benannt nach Ludwig von Fischer) erfolgte 1906. An beiden Seiten der Bürgermeister-Fischer-Straße entstanden neue Geschäftsbauten, unter anderem das Kaufhaus Landauer (in der Zeit des Nationalsozialismus als Zentralkaufhaus „arisiert“). Im Jahr 1912 wurde an der Straßeneinmündung in den Königsplatz das nach dem Brauhaus Riegele benannte Riegele-Haus fertiggestellt, ihm gegenüber 1913/1914 der Königsbau platziert, der ein Kino und eine Vergnügungsstätte beherbergte und nun überwiegend von einem Modehaus genutzt wird.
Durch die Neuanlage der Bürgermeister-Fischer-Straße konnte auch das Straßenbahnnetz in der Innenstand neu geordnet werden. Am Königsplatz liefen im Jahre 1905 drei Linien zusammen, so dass der Ludwigsplatz als zentraler Umsteigeplatz an Bedeutung verlor. Aufgrund des wachsenden Fahrgastaufkommens erweiterte Stadtbaurat Otto Holzer den Königsplatz 1913 um einen mit Fahrkartenverkauf, Normaluhr und Warteplätzen versehenen, kreisrunden Pavillon, der aufgrund seiner Form in der Bevölkerung als „Pilz“ bekannt war.
In der Zeit des Nationalsozialismus hieß der Königsplatz – wie viele zentrale Plätze in der Zeit des Nationalsozialismus – Adolf-Hitler-Platz; nach dem Ende des Zweiten Weltkrieges erhielt er seinen ursprünglichen Namen zurück.

#### Umbau 1976/1977

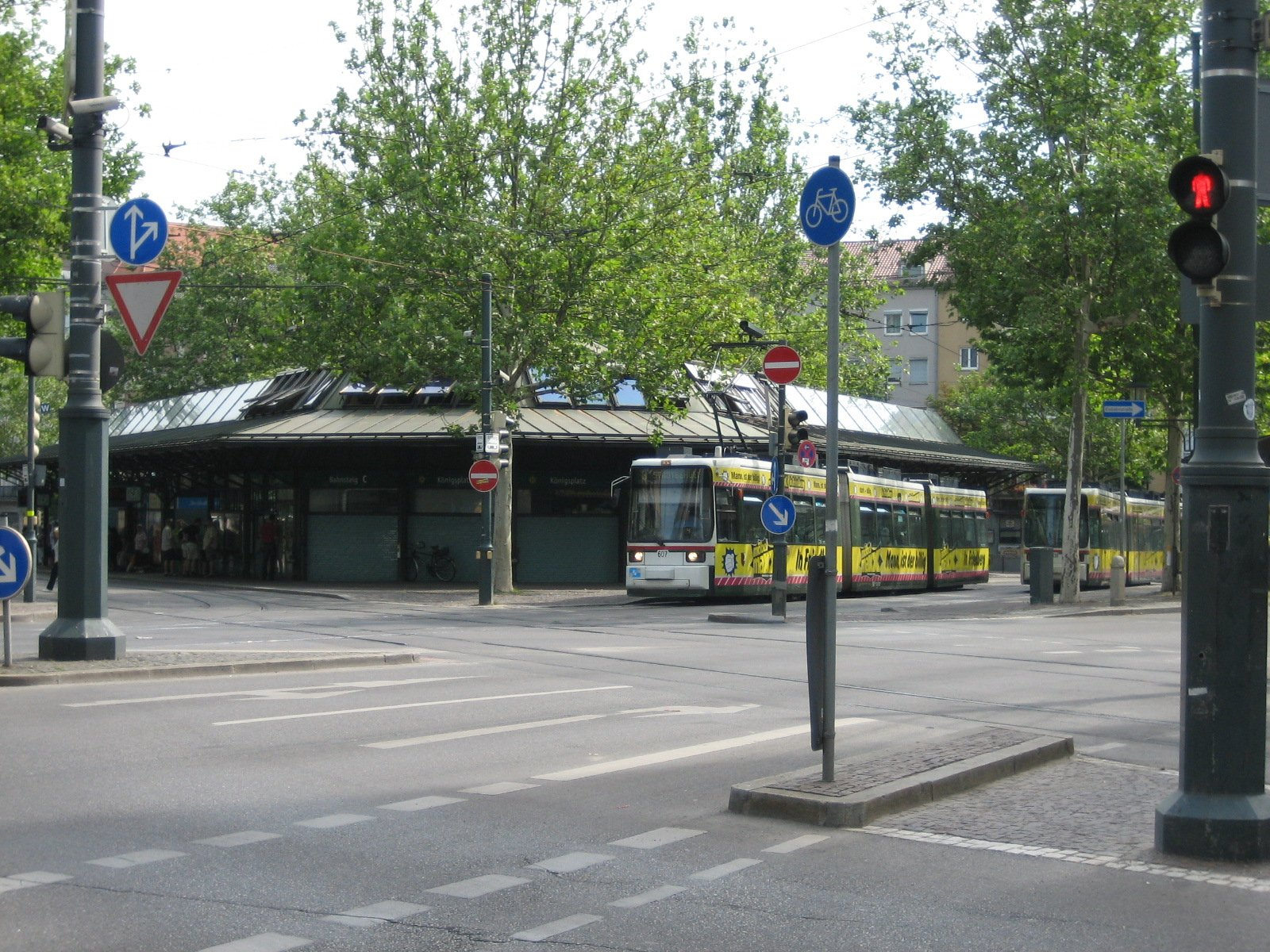
Haltestellendreieck mit Gebäuden aus dem Jahre 1977 (aufgenommen 2010).

Nachdem der Königsplatz etwa sechzig Jahre lang baulich nahezu unverändert geblieben war, beschloss die Stadtregierung Mitte der 1970er Jahre nach langen Diskussionen, die Anlagen in einer radikalen Umbaumaßnahme den Verkehrserfordernissen der Zeit anzupassen. Zwischen 1976 und 1977 wurde schließlich die Haltestelle von ihrem bisherigen Platz an das südliche Ende der Parkanlage verlegt und zu einem großen Haltestellendreieck ausgebaut. Ein Teil der Grünflächen musste für diese Maßnahme geopfert werden. Zum Ausgleich wurde der eigentliche Park wieder zu seiner ursprünglichen Form ergänzt. Zusätzlich wurden neue Bäume gepflanzt. Der „Pilz“ wurde – unter Protest der Bevölkerung, die ihn jahrzehntelang als zentralen Treffpunkt geschätzt hatte – im April 1977 abgebrochen. Geplant war zunächst der Neubau eines größeren Rondells, das mit seiner Kreisform die Optik des früheren Gebäudes aufgegriffen hätte und sowohl ein Café als auch einen Informationsstand aufnehmen sollte. Viele Menschen kritisierten allerdings das Vorhaben. Auch ein hölzernes Gestell, dass die geplante Gestaltung des Rondells verdeutlichen sollte, bewirkte nicht die erhoffte Zustimmung. Die Pläne der Stadt wurden daraufhin fallengelassen. An dieser Stelle entstand Mitte der 1980er Jahre der Manzù-Brunnen.

### 21. Jahrhundert

#### Vorplanung einer neuen Umgestaltung
Rund dreißig Jahre nach der grundlegenden Umgestaltung hatte die Augsburger Stadtverwaltung im Rahmen der Planungen zur Mobilitätsdrehscheibe Augsburg erneut umfassende Baumaßnahmen für den Königsplatz angekündigt. Neben einer Vergrößerung und Modernisierung der Haltestellenanlage soll durch städtebauliche und gestalterische Maßnahmen die Identität des Königsplatzes als zentraler Treffpunkt der Bevölkerung wiederhergestellt werden, die nach Meinung der Umbau-Befürworter seit der Neugestaltung von 1977 aufgrund planerischer Mängel nahezu verloren gegangen sei. Tatsächlich wurde dieser Königsplatz gerade für seine Gestaltung mit viel Grün und für das ÖPNV-Konzept mit kurzen Umsteigewegen damals gelobt. Die offizielle Planung sah einen Verzicht auf Begrünung im Haltestellenbereich vor. Ein darüber hinaus abgehaltener Realisierungswettbewerb schlug zudem die weitgehende Rodung der angrenzenden Grünanlage vor (etwa 150 Bäume).
Am 25. November 2007 fand ein Bürgerentscheid über den Umbau statt, bei dem die Augsburger Bürger darüber abstimmten, ob vor einem Umbau zunächst ein Ideenwettbewerb über ein Gesamtverkehrskonzept stattfinden soll. 53,2 % der abstimmenden Bürger entschieden sich für diesen Wettbewerb. Die Wahlbeteiligung lag bei 25 %. Die Stadt Augsburg lobte daher am 9. Juli 2008 einen offenen, einstufigen, interdisziplinären Ideenwettbewerb aus. Sein Gegenstand war die Entwicklung eines integrierten Konzepts für Stadtraum und Mobilität für die Innenstadt von Augsburg. Basierend auf diesem Konzept sollten für wichtige Straßen und Platzbereiche exemplarisch stadträumliche Leitideen aufgezeigt und Gestaltungsansätze entwickelt werden, die jeweils auf die vorgeschlagene Nutzung und Verkehrsbedeutung des öffentlichen Raums abgestimmt sind. Aufgrund der vielschichtigen Aufgabenstellung war die Bildung von Arbeitsgemeinschaften aus Stadtplanern/Architekten, Verkehrsplanern und Landschaftsarchitekten zwingend vorgeschrieben. Abgabefrist für die Wettbewerbsbeiträge war der 21. November 2008. Nach der Vorprüfung der Arbeiten tagte das Preisgericht am 4./5. Februar 2009.
Die neue Stadtregierung aus CSU und Pro Augsburg favorisierte nun einen autofreien Königsplatz mit Verlegung der Hauptverkehrsachsen. Gegen diese Planung regte sich zunächst bürgerlicher Widerstand. Am 12. Juni 2010 beschloss der Augsburger Stadtrat die endgültige Verkehrsführung am Königsplatz. Dabei handelte es sich um einen Billigungs- und Auslegungsbeschluss für den Bebauungsplan Nummer 500 „Königsplatz und Augsburg-Boulevard (zwischen Kennedy- und Theodor-Heuss-Platz)“. Es wurde darin eine neue Verkehrsführung festgelegt. Die betroffenen Bürger konnten dann im anstehenden Verfahren nochmals Einwände erheben. Unabhängig davon lief bereits die Stimmenwerbung für ein Bürgerbegehren, das den Bau eines Tunnels am Königsplatz forderte. Im Bürgerentscheid am 21. November 2010 konnten die Wahlberechtigten über ein Ratsbegehren (Vorschlag 1) und über das Bürgerbegehren (Vorschlag 2) sowie eine Stichfrage separat abstimmen. Die Stadtratsalternative, die im Bedarfsfall vorsorglich eine „Entlastungsstraße“ vorsah, erhielt von den Wählern mit 73,9 Prozent Ja-Stimmen den Vorzug. Der Bau eines Tunnels scheiterte nicht nur am erforderlichen Quorum von 19.391 Stimmen, sondern wäre überdies mehrheitlich mit 68,1 Prozent der ausgezählten gültigen Stimmen abgelehnt worden. Die Wahlbeteiligung lag bei 28,8 Prozent.
Der Augsburger Stadtrat hat daraufhin am 16. Dezember 2010 den Satzungsbeschluss für den Bebauungsplan Nummer 500 „Königsplatz und Augsburg-Boulevard“ gefasst. Der Umbau sollte zunächst in einem zeitlichen Rahmen von 2011 bis 2012 stattfinden.

#### Umbau

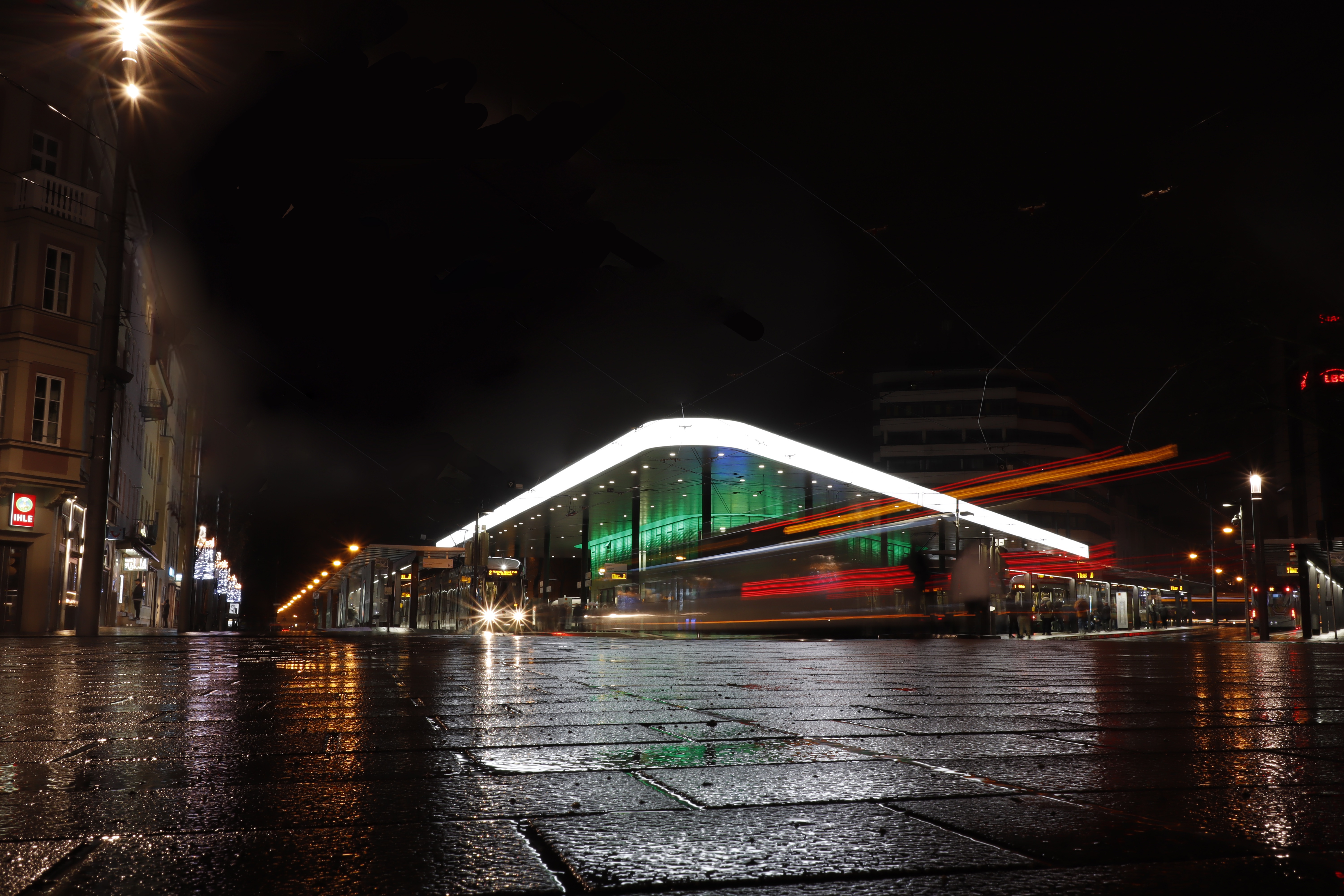
Das hell beleuchtete Haltestellendreieck bei Nacht.

Im April 2011 wurde mit den vorbereitenden Maßnahmen für den Königsplatz-Umbau begonnen. Dazu zählten unter anderem Baumaßnahmen in der Schaezler- und Schießgrabenstraße sowie an der Kaiserhof-Kreuzung. Diese waren notwendig, um die geänderte Verkehrsführung (Aufhebung der Einbahnstraßenregelung) einrichten zu können. Auch eine zentrale Informationsstelle, die so genannte Infobox, wurde in dieser Zeit aufgebaut. Im Herbst 2011 erfolgte im Bereich des zurückgebauten Manzù-Brunnens der Neubau des so genannten Manzù-Bogens, eine Schienenverbindung zwischen Fuggerstraße und Bürgermeister-Fischer-Straße. Gleichzeitig wurde auch mit dem Fällen der alten Bäume im Bereich der Parkanlagen begonnen.
Nach der Winterpause wurde das alte Haltestellendreieck im März 2012 außer Betrieb genommen und ein Ersatzfahrplan mit Ersatzbussen und geänderten Straßenbahnlinien eingerichtet. Anschließend begannen der Abbruch des Gebäudes und der Oberflächenaufbruch. Die seit 2011 andauernden Umbaumaßnahmen an Schaezler- und Schießgrabenstraße sowie an der Kaiserhof-Kreuzung konnten im Herbst 2012 beendet werden und die Verkehrsachse wurde daraufhin vollständig dem Verkehr übergeben.
Der Neubau des Haltestellendreiecks startete schließlich im Frühjahr 2013. Über die Sommermonate wurden neben der Errichtung des Stahlskelettbaus auch die Herstellung der Gleisanlagen und der Pflasterflächen vorangetrieben. Der Rückbau des provisorischen Manzù-Bogens erfolgte planmäßig im September 2013 und läutete damit die letzte große Umbau-Phase am Königsplatz ein. Rechtzeitig zum Tag der offiziellen Eröffnung am 15. Dezember 2013 wurden alle Flächen im Umfeld des Königsplatzes sowie die angrenzenden Parkflächen fertiggestellt.
Das neue Gebäude am Haltestellendreieck hat ein auffälliges, nach allen Richtungen weit auskragendes flaches Flugdach. Dieses hat ebenso wie das Gebäude selbst die Form eines Dreiecks mit abgerundeten Ecken und wird von Säulen gestützt. Seine Außenkante ist nachts mittels eines 197 Meter langen und rund 1 Meter hohen fugenlosen Spanntuches erleuchtet.